# Nati nel 1208
| Questa pagina contiene informazioni ricavate automaticamente dalle voci biografiche con l'ausilio del template Bio e di un bot. L'aggiornamento è periodico e automatico e ricostruisce completamente la pagina. Se manca una persona in questa lista, sei pregato di non aggiungerla, ma accertati piuttosto che la sua voce biografica contenga il template Bio e che i dati anagrafici siano correttamente compilati. Se il template Bio manca, inseriscilo tu stesso o, in alternativa, metti l'avviso {{tmp\|Bio}} che ne segnala la mancanza. Se i dati riportati sono sbagliati, correggi direttamente la voce biografica; le modifiche saranno visibili in questa lista entro pochi giorni. Per chiarimenti vedi il progetto biografie. La lista contiene solo le 10 persone che sono citate nell'enciclopedia e per le quali è stato implementato correttamente il template Bio. Pagina aggiornata al 10 mag 2025. |

- 1º febbraio - Giacomo I d'Aragona, re († 1276)
- 5 marzo - Giovanni da Parma, religioso italiano († 1289)
- 20 aprile - Ibn Wasil, teologo e storico arabo († 1301)
- 23 maggio - Simone V di Montfort, conte inglese († 1265)
- Colomanno di Galizia, nobile ungherese († 1241)
- Gissur Þorvaldsson, condottiero islandese († 1268)
- Kolbeinn ungi Arnórsson, condottiero islandese († 1245)
- Sempad il Connestabile, armeno († 1276)
- Ada d'Olanda, badessa tedesca († 1258)
- Thomas de Beaumont, VI conte di Warwick, conte († 1242)